# Армия Древнего Египта

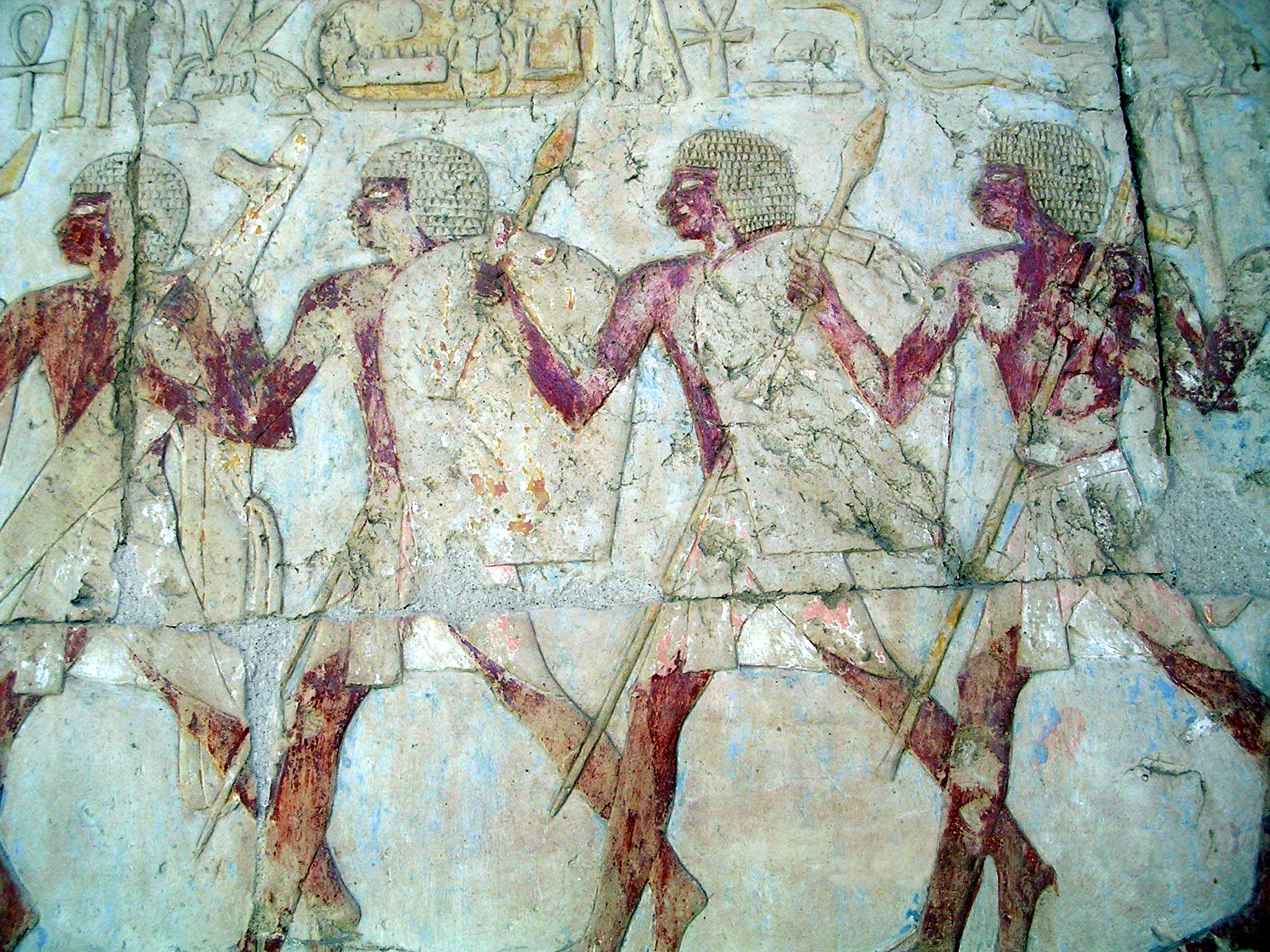
Фрагмент росписи из заупокойного храма Хатшепсут в Дейр-эль-Бахри, XV век до н. э.

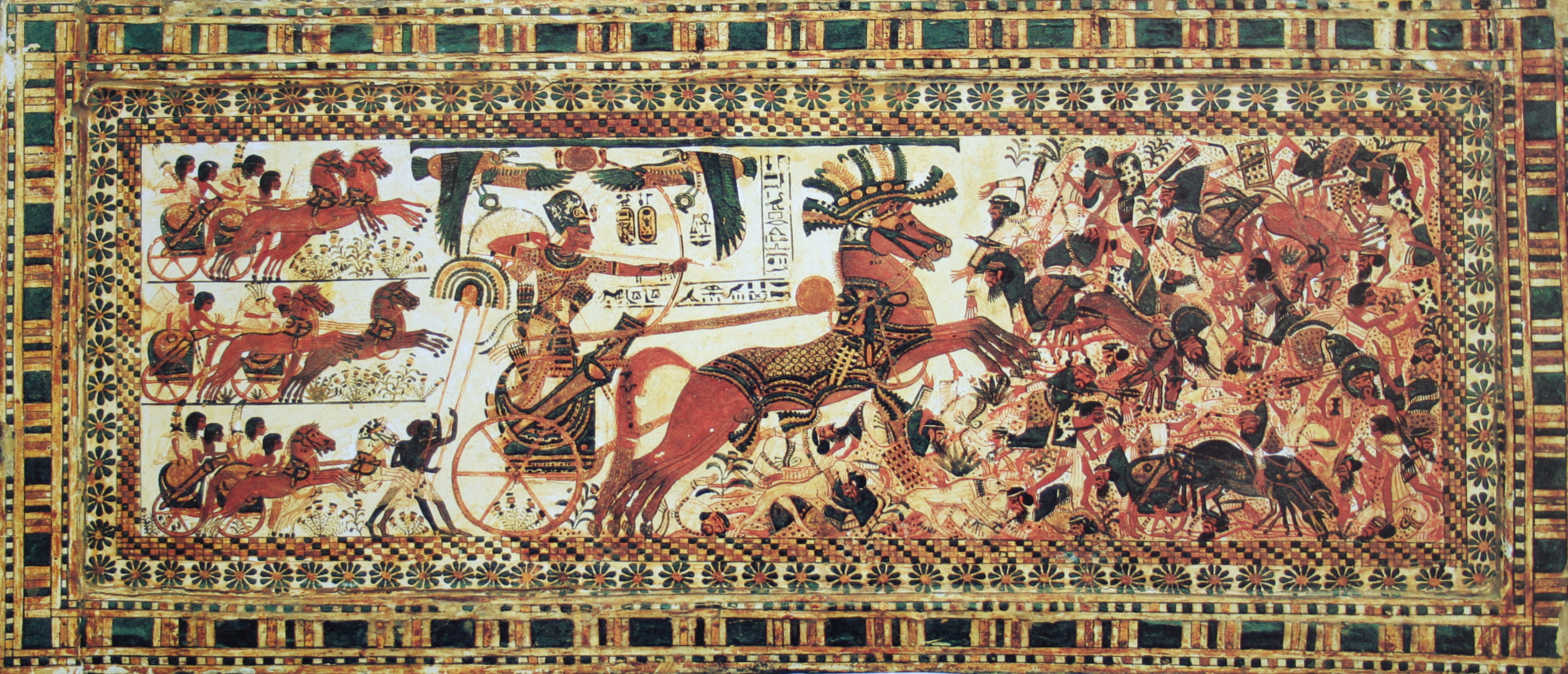
Фараон Тутанхамон, побеждающий врагов на колеснице (около 1327 г. до н. э.). Роспись по дереву, Каирский музей

Армия Древнего Египта определяла военную мощь древнеегипетской цивилизации на протяжении её истории.
Основные различия в военном развитии определяются временными промежутками государства — Раннее, Древнее, Среднее и Новое царства, отделяемые друг от друга периодами нестабильности, которые называются Переходными. Наибольшего расцвета Древний Египет достиг в период Нового царства; после этого страна начала постепенно приходить в упадок. В поздний период своей истории Египет несколько раз был завоёван иностранными державами; окончательно он потерял свою самостоятельность в 31 году до н. э., когда расширявшаяся Римская империя превратила его в свою провинцию. В период Древнего и Среднего царств войско Египта, хотя и было хорошо организовано, но оставалось довольно архаичным; в период Нового царства появились новые формы его организации, войско стала лучше справляться с поставленными перед ним задачами.
Большую часть своей долгой истории Древний Египет был централизованным государством, и основной военной задачей являлось не позволять соседним народам вторгнуться на её территорию. Египет окружала огромная и постепенно высыхавшая, приходившая к современному состоянию Сахара. Её населяли кочевые племена, регулярно нападавшие на Египет с целью грабежа или в попытке обосноваться на плодородной долине Нила. Эти засушливые территории служили естественной защитой, представляя для мощных армий соседних государств непреодолимое препятствие. Помимо этого, египтяне строили на границах укрепления: к западу и к востоку от дельты Нила, в Аравийской пустыне и на юге в Нубийской пустыне. Дислоцированные в крепостях небольшие гарнизоны могли отражать атаки врагов самостоятельно и запрашивать подмогу из столицы в случае подхода к границам большой армии противника. Но форты были только на границах: в глубине страны египетские города были лишены городских стен и каких-либо иных укреплений, так как считалось, что в этом нет необходимости.
География Египта также создала условия для многочисленных экспансий Египта. Египтяне активно использовали дальнобойное оружие (такое как луки и стрелы), чтобы предварительно ослабить противника перед рукопашным боем, а также широко использовали боевые колесницы непосредственно в момент атаки.

## Периодизация
В одной из гробниц Абадьеха Доисторического периода найдена глиняная модель (ок. 3500-3200 годы до н.э.), изображающая выглядывающих мужчин из-за стены, что считается древнейшим свидетельством фортификационной системы Египта.

### Древнее царство (2686—2181 годы до н. э.)

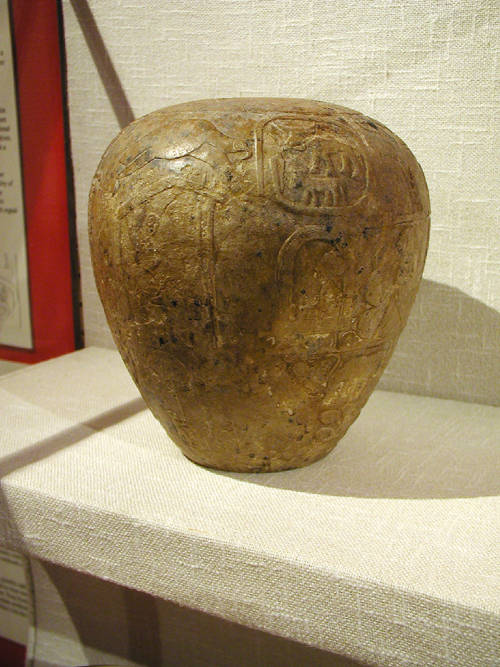
Булава Нармера, XXXII век до н. э.

Период Древнего царства был временем невиданного прежде в египетской истории богатства и процветания. Именно оно позволило правительству страны организовать стабильную и боеспособную армию. Довольно длительное время — до самого начала периода Нового царства — у Египта было четыре основные причины для участия в вооружённых конфликтах:
1. нападения древних ливийцев, населявших постепенно высыхавшую Сахару к западу от Египта;
2. нападения нубийцев с юга;
3. нападения семитов с Синайского полуострова и из будущей Палестины — с севера;
4. внутригосударственные конфликты между отдельными номами — сепаратизм.

Все проживавшие вне Египта народы рассматривались как вероятный противник — как из-за того, что многие варварские по тому времени племена совершали набеги на богатый Египет, так и потому, что сами египетские правящие круги рассматривали эти земли вокруг только как военную добычу, проводя там при успехе своих завоеваний империалистическую политику, включавшую в себя геноцид коренного населения. Одна из главных примет военного дела в период Древнего царства — строительство крепостей в долине Нила. В этот период основной конфликт у Египта был с Нубией, находившейся к югу от страны, на территории нынешнего Судана, и Египет — как утверждают источники, только в целях самообороны — строил крепости далеко на юге, в глубине тогда ещё варварской Нубии. На эти крепости никто так и не напал, однако сам факт их существования отпугивал варваров от границ Египта. Многие из этих крепостей сейчас затоплены водохранилищем Насер, но в своё время они были символами египетской власти в регионе. В период Древнего царства у Египта не было профессиональной армии: правитель каждого нома набирал собственное ополчение и приводил его к фараону, который в итоге и командовал собранной из таких ополчений объединённой армией. Служба в армии не связывалась с особым престижем, поэтому туда набирались в основном бедняки, которые по каким-либо причинам не могли заниматься другими профессиями.
До периода Нового царства египетская армия в принудительном порядке набиралась из крестьян и ремесленников, объединявшихся в большое войско под знаменем фараона.
В период Древнего царства египтянами уже использовались различные модели оружия и доспехов: щиты, копья, дубинки, буздыганы, кинжалы, луки и стрелы. Лучники составляли в армии большинство. В армии Древнего царства были распространены простые деревянные луки, а более мощные и дальнобойные композитные луки появились только в правление гиксосов — и тогда же широко распространились среди египетских солдат.

### Среднее царство (2055—1650 годы до н. э.)

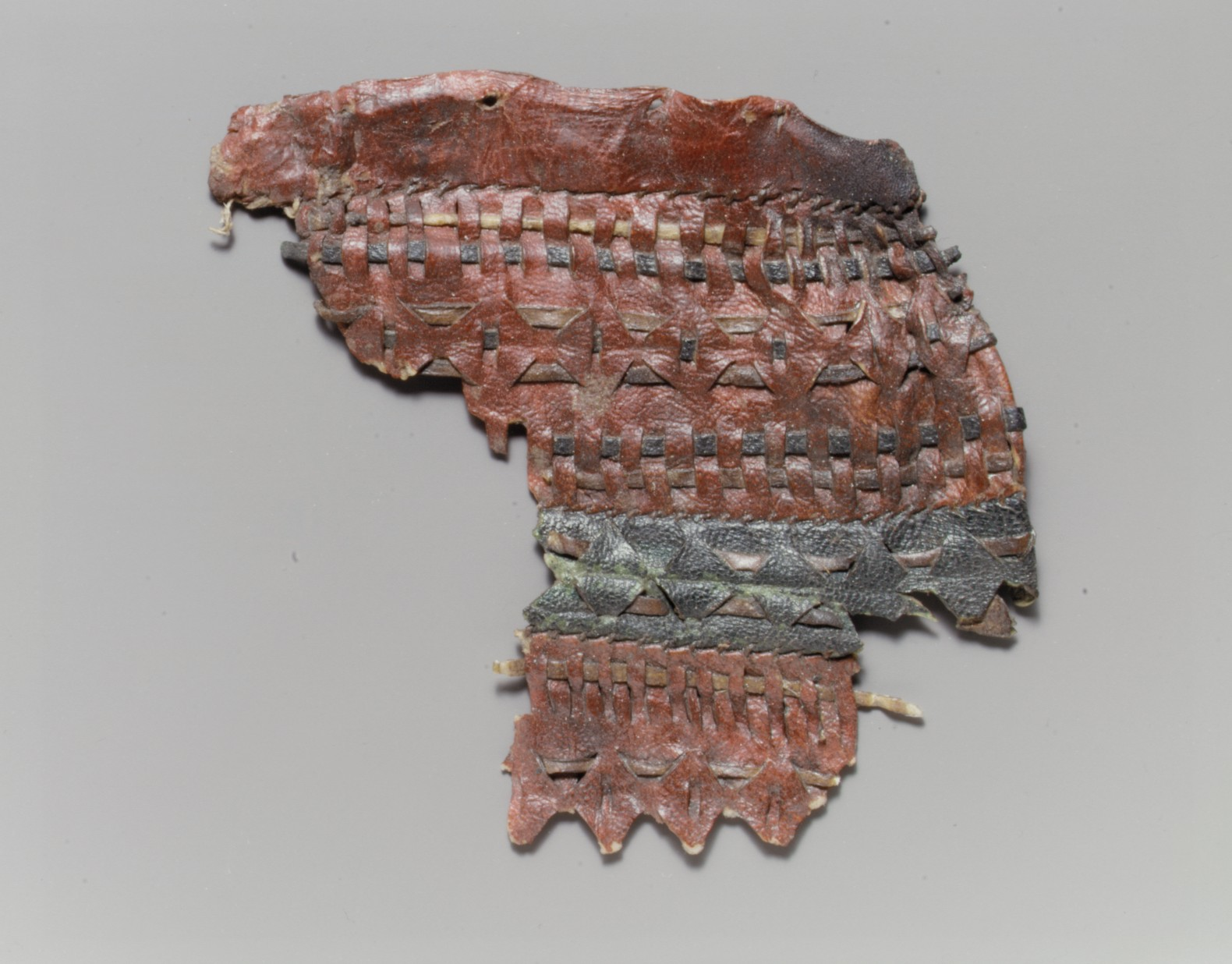
Предположительно фрагмент колчана, кожаное плетение. XI династия (ок. 2124—1981 гг. до н. э.)

В период Среднего царства в Египте начала развиваться теория экономического империализма. Контроль Египта над окружающими его территориями именно в это время стал вопросом применения военной силы. Египет имел несколько причин для военного контроля над своими границами. Во-первых, страна защищала свои территории, население и ресурсы от соседей, а во-вторых — фараоны стремились сохранить контроль над торговыми путями и получать богатство за счёт посреднической торговли. Кроме того, в период Среднего царства Египет несколько расширил свои границы.

### Второй переходный период (1650—1550 годы до н. э.)

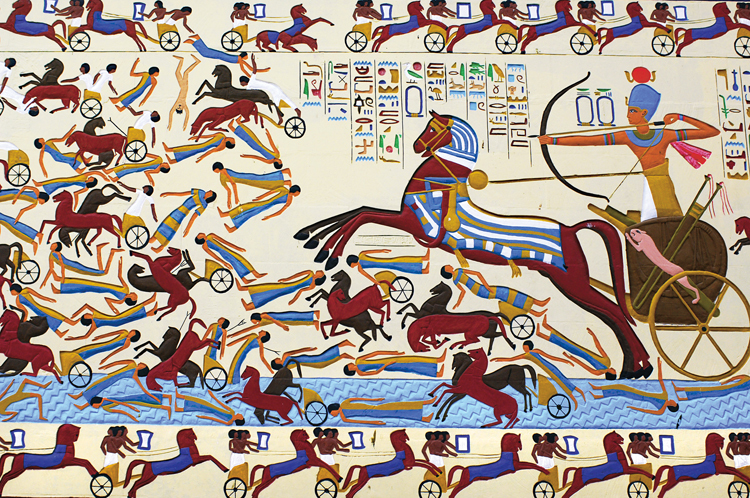
Яхмос I сражается против гиксосов на боевой колеснице

После того, как фараон Мернеферра-эйе (ок. 1704—1690 годы до н. э.) бежал из своего дворца, оставив страну на произвол судьбы, западносемитское племя гиксосов разрушило египетскую столицу Мемфис и объявило себя хозяевами Верхнего и Нижнего Египта. После того, как гиксосы захватили контроль над страной, многие египтяне бежали в Фивы, где создали очаг сопротивления оккупантам.
Сами гиксосы были семитами, пришедшими в Египет с северо-востока; их столицей стал укреплённый город Аварис в восточном углу Дельты Нила. Египтяне же в это время находились в состоянии политического кризиса, их правительство ничего не могло сделать, а страна находилась между двух огней: с севера — гиксосы, а с юга — нубийцы. В этот период военное дело египтян значительно изменилось. Именно от пришедших с севера гиксосов египтяне заимствовали такие изобретения как боевая колесница и композитный лук, отличавшийся большей дальнобойностью. Появление этих изобретений позволило египтянам значительно усовершенствовать своё военное дело. Широкое распространение в Египте колесницы получают начиная с гиксосского периода, однако известна относящаяся к концу XIII династии стела, на которой изображены боевые колесницы. Более явные доказательства того, что египтяне в начале Второго переходного периода уже использовали лошадей на войне, можно увидеть в городе Эт-Тель-эль-Кебир, где археологи нашли полный скелет лошади, датировавшийся временем XIII династии. Также открыто относящееся к XII династии захоронение в Эль-Ракахне, в котором обнаружен предмет с выгравированной на нём головой лошади. 

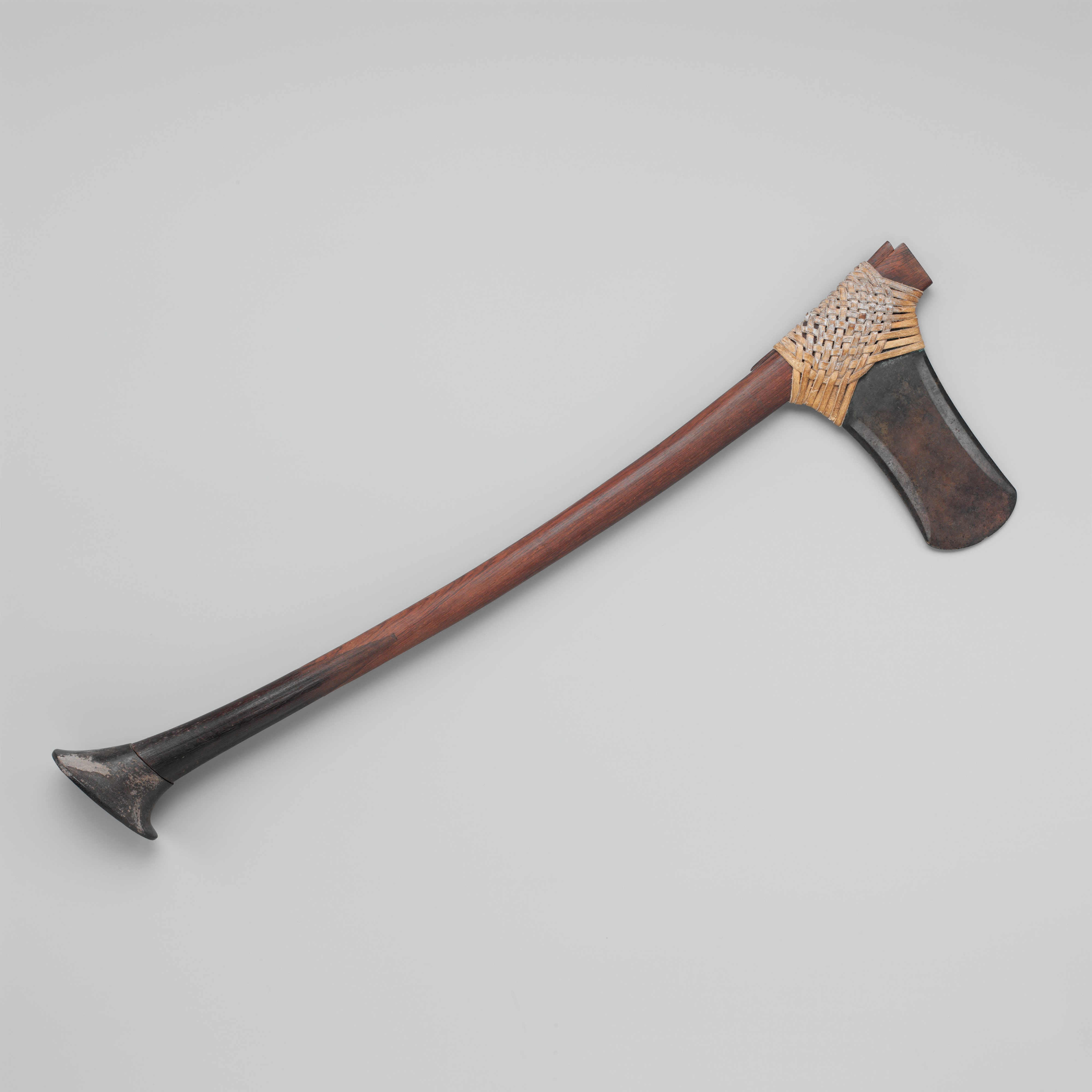
Боевой топор, начало XVIII династии (ок. 1504—1447 гг. до н. э.)

Сама по себе боевая колесница не была изобретением гиксосов — этот народ, в свою очередь, заимствовал её у обитающих ещё севернее хурритов. Композитный лук — по сравнению с предшествующим ему простым — обеспечивал лучшие дальнобойность и меткость. В результате того, что теперь в руках у египтян были эти новые виды оружия, египетское сопротивление гиксосской власти оказалось успешным — гиксосов вытеснили из страны, начиная с того времени, когда Таа II Секененра пришёл к власти в Фивах приблизительно в 1569 году до н. э. и начал борьбу против оккупантов. После него фараоном стал Камос, продолживший вытеснение гиксосов, которое было окончательно завершено его братом Яхмосом I. С этого момента начинается период Нового царства.

### Новое царство (1550—1069 годы до н. э.)

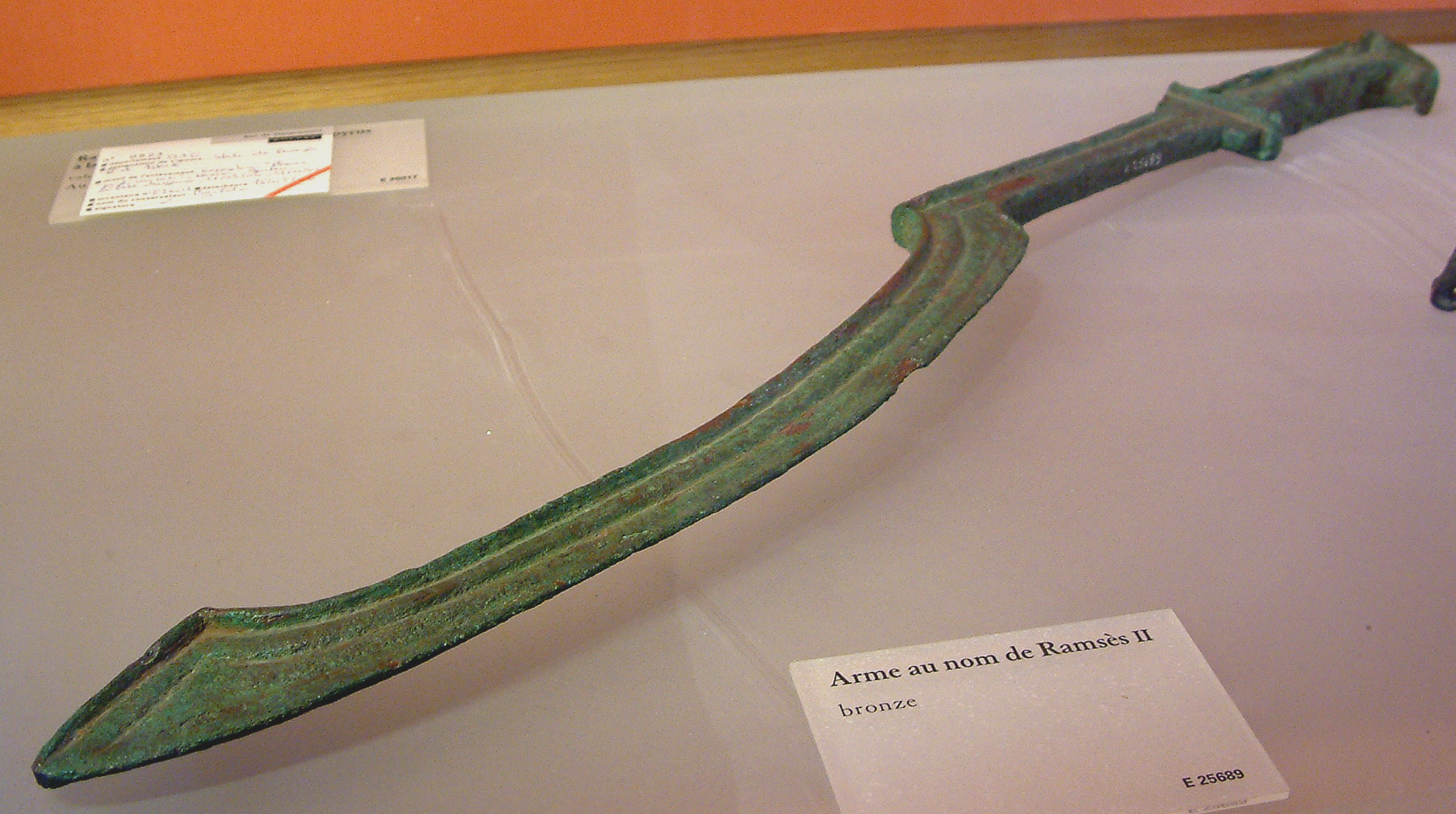
Хопеш времён Нового царства

В период Нового царства перед Египтом встали новые угрозы. Нововведения в военном деле, заимствованные у гиксосов, позволили египетской армии успешно противостоять предпринимавшимся в то время попыткам вторжения. Основной угрозой на северо-востоке были хетты, столкновения с которыми имели место и раньше. Хетты пытались завоевать Египет, но — наткнувшись на отчаянное сопротивление, принуждены были подписать мирный договор. Кроме того, в это же время на Ближний Восток хлынули воинственные народы моря, принёсшие Египту множество проблем, но страна всё же была достаточно сильной в военном отношении — и ни одно из нашествий варваров в это время не привело к распаду египетского государства. В войнах с народами моря египтяне полагались в основном на свою пехоту — в отличие от хеттов, сильно зависевших от своих боевых колесниц, а также и от своих же предков времён Древнего и Среднего царств.

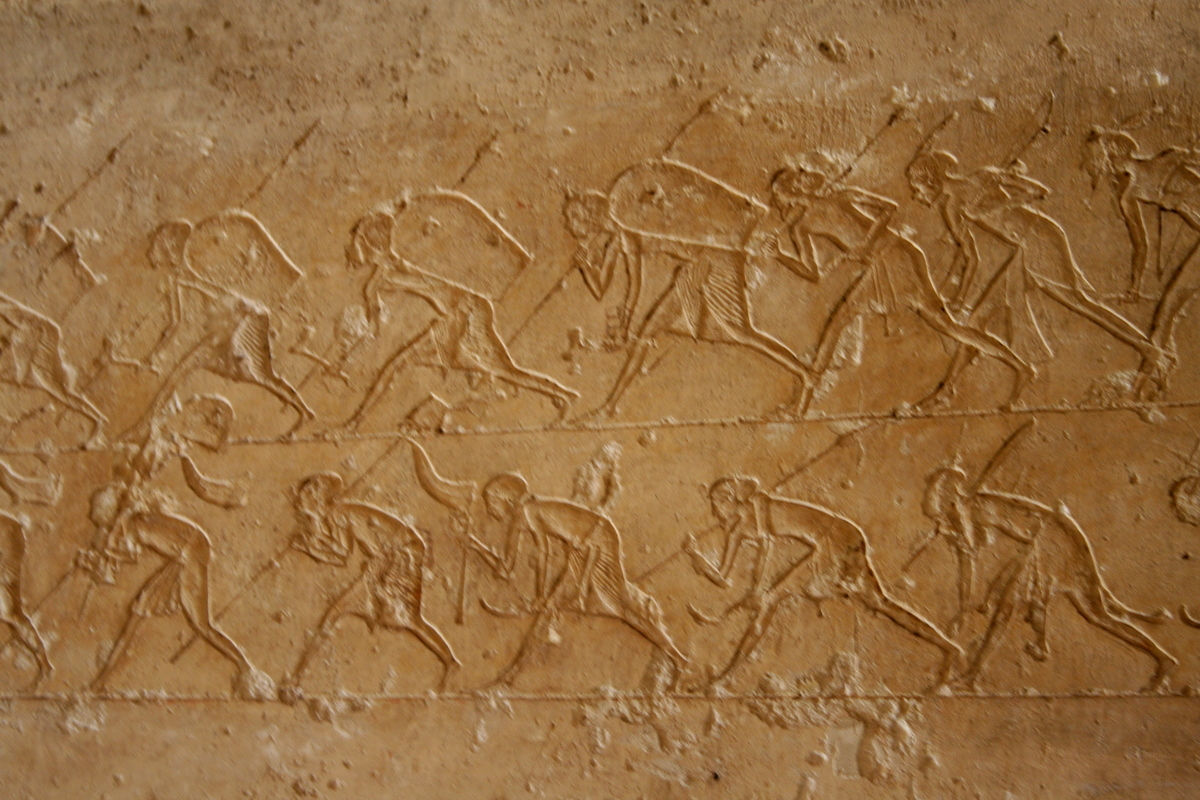
Изображение воинов из гробницы амарнского периода, XIV век до н. э.

Начиная примерно с 1600 года до н. э. — с вытеснения гиксосов из Нижнего Египта — египетская армия сделала значительный шаг вперёд. Именно в этот период — а именно в начале правления XVIII династии — египтяне начинают использовать на войне лошадей и боевые колесницы, причём конструкцию колесниц они усовершенствовали, сделав их легче и быстрее — в том числе и по сравнению с моделями, применявшимися в других великих державах Ближнего Востока того времени. Египетскую боевую колесницу обслуживали: возница, управлявший лошадью с помощью поводьев и плети, а также воин, обычно вооружённый композитным луком со стрелами и несколькими короткими копьями. Воины на колеснице иногда были защищены чешуйчатым доспехом, но многие ограничивались только кожаным доспехом на груди или вообще только щитом, более-менее обеспечивавшим защиту корпусу, в то время как ноги были спрятаны и защищены деревянными бортами колесницы. В чешуйчатый доспех фараонов инкрустировались полудрагоценные камни — и это обеспечивало лучшую защиту благодаря тому, что камни придавали доспеху дополнительную твёрдость, будучи твёрже, чем металл наконечников стрел.

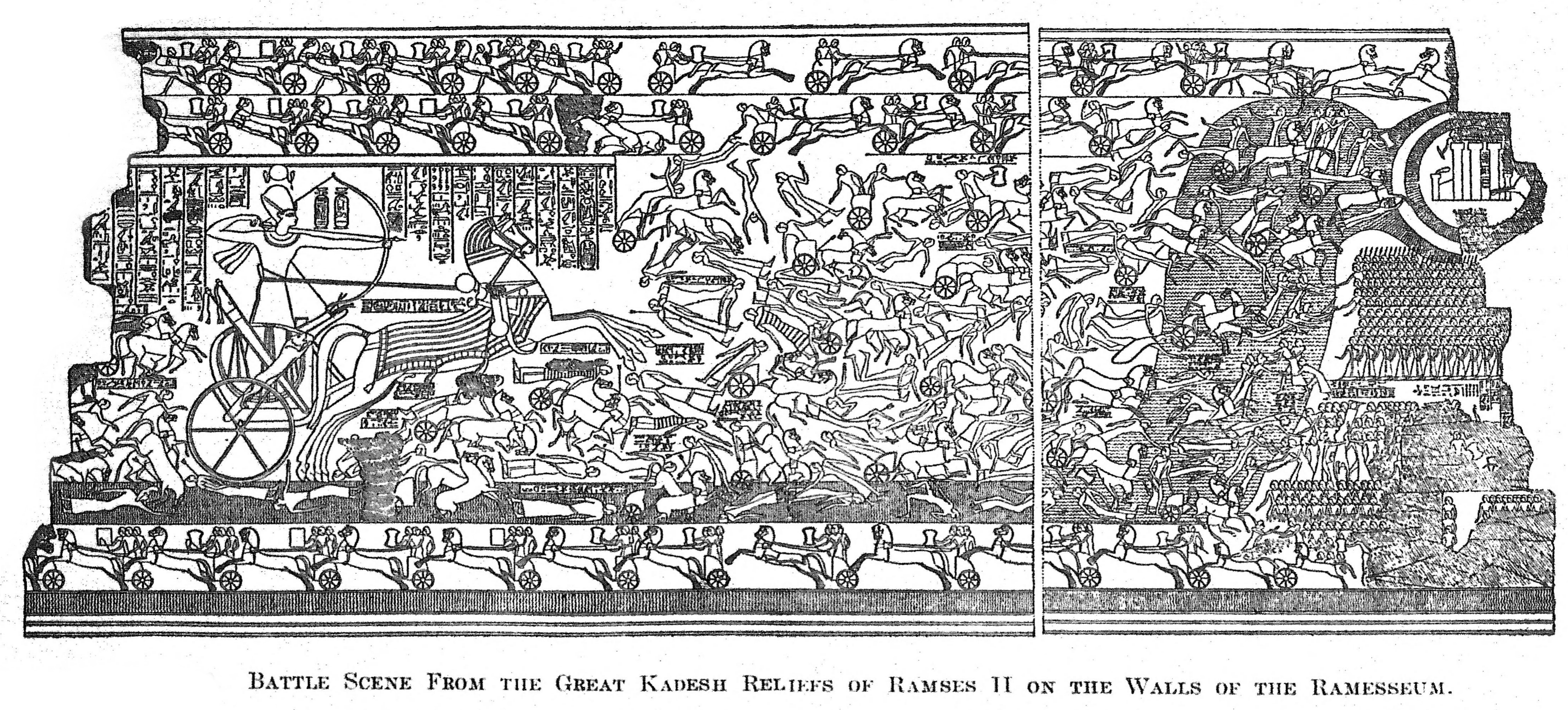
Эпизод битвы при Кадеше. Рельеф заупокойного храма фараона Рамсеса II, XIII в. до н. э.

Египтяне активно пользовались луками и стрелами, особенно грозным это оружие стало после заимствования у гиксосов композитного лука. Именно эти луки в сочетании с боевыми колесницами позволяли египетской армии атаковать быстро и с безопасного для себя расстояния.
Кроме того, именно в этот период массовым оружием становится и меч-хопеш, известны изображения в храмах, где показывается получение фараоном хопеша из рук какого-либо божества; в это же время появляются и доспехи, значительных высот достигает отливка бронзовых изделий. Ко времени XIX династии доспехи (чешуйчатые с кожаной или тканевой основой) начинают носить и простые воины.
Вышеперечисленные изменения способствовали тому, что роль армии в жизни египетского общества также изменилась: в период Нового царства: из собираемого на время войны ополчения она превратилась в сильную организацию, состоящую из уже профессиональных солдат. Завоевание же новых земель, таких как Нубия, требовало содержания постоянных военных гарнизонов на этих покорённых территориях. Столкновения с другими развитыми державами Ближнего Востока, такими как Митанни, Хеттская империя, а позже и Ассирия и Вавилония, поставили Египет перед необходимостью вести войны за пределами своей страны. В общей сложности было предпринято 20 зарубежных кампаний, мобилизовано 4000 пехотинцев. В египетской армии также служило много представителей варварских племён: ливийцев, нубийцев, семитов из будущей Палестины, а также шерданов — представителей одного из народов моря, от шерданского языка до нашего времени ничего не дошло. Их часто описывают как наёмников, но, скорее всего, это были военнопленные, которые предпочли военную службу рабству.

### Поздний период (712—332 годы до н. э.)
Следующий рывок вперёд относится к Позднему периоду египетской истории (712—332 годы до н. э.), именно в это время египтяне начинают использовать железное оружие. После завоевания Александром Македонским Египет был сильно эллинизирован, основным подразделением пехоты в это время стала заимствованная у греков фаланга. Собственно египетских изобретений в военном деле известно немного, но египтяне успешно заимствовали виды оружия, тактики и стратегии у своих соседей — семитов и греков.

## Организация армии

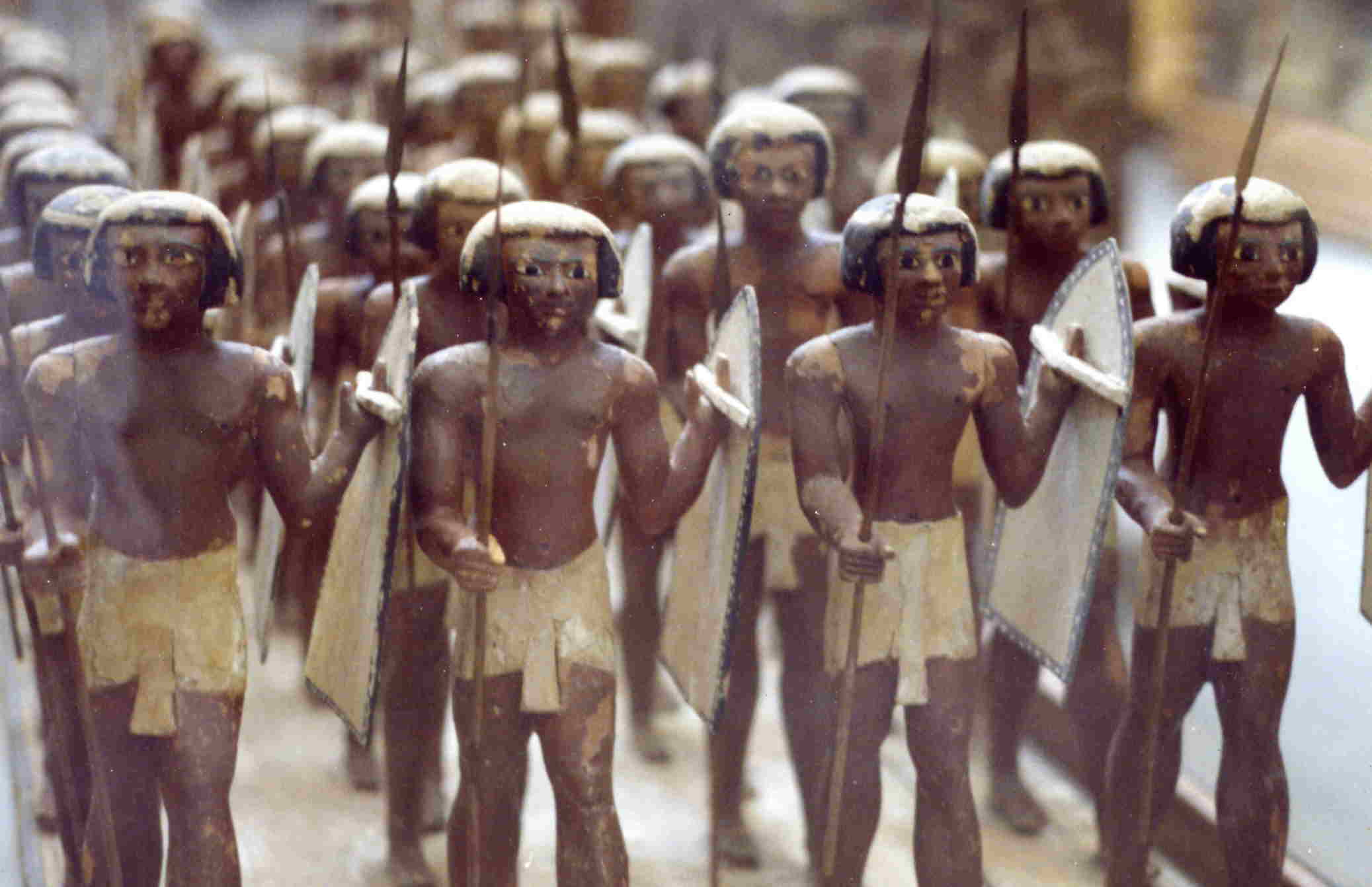
Деревянные фигурки солдат, найденные в гробнице Месехти номарха Асьюта. X династия. XX век до н. э.

Уже в период Древнего царства (около 2686—2160 годы до н. э.) в египетской армии существовали различные подразделения; к периоду Среднего царства (около 2055—1650 годы до н. э.) в египетской армии уже наблюдается чёткая иерархия. В период Нового царства (около 1550—1069 годы до н. э.) армия Египта делится на три основных рода войск: пехоту, колесничные войска и военно-морской флот.

### Египетские солдаты
В ходе египетских завоеваний и кампаний за рубежом фараоны пришли к решению разделить всю армию на две части — Северную и Южную. Впоследствии каждая из этих частей была разделена на 4 части, носившие имена египетских богов: Ра, Амона, Птаха и Сета (а фараон при этом считался наместником Амона). Фараон набирал высшее командование — обычно это были принцы из числа его ближайшей родни; те, в свою очередь, набирали офицеров более низких рангов. «Капитанами» в армии были обычно принцы более низких рангов, зачастую они добивались своих должностей при помощи взяток. Другим важным фактором при наборе на офицерские должности был уровень образования, так как боевым командирам зачастую приходилось выполнять и дипломатические функции. Также в армии служили наёмники — их обучали египетские офицеры, но грань между наёмниками и этническими египтянами в войске существовала всегда.
Каждый полк определялся по используемому им оружию: лучники, конные и пешие копейщики и так далее. Копейщики были вооружены не только копьями, но также кинжалами и короткими кривыми мечами. В египетском искусстве известны изображения войск, в которых каждый пятый солдат несёт в руках подобие тростинки или жезла. Возможно, несущий такой знак командовал всей пятёркой.
Войсковые знамёна 
Войсковое знамя позволяет солдатам и командирам отличать своих от чужих. Необходимость в знамени возникает только в достаточно больших армиях, делящихся на отдельные подразделения. Эти отдельные войсковые подразделения в египетской армии известны начиная с Нулевой династии. Наиболее часто встречающийся тип древнеегипетского знамени — полукруглое полотнище на высоком древке; такие знамёна использовались, в частности, в военно-морском флоте. Они были широко распространены и позднее, например, в правление царицы Хатшепсут. Однако кроме таких были и знамёна с прямоугольными полотнищами, также закреплявшимися на длинных древках; они могли нести на себе перья страуса и другие подобные украшения.

### Пехота
Часть солдат в пехоту призывалась из подданных фараона принудительно, а часть формировалась из людей, пришедших в армию добровольно. Египетские солдаты — как призванные из местных, так и наёмники — получали жалование за свою службу. Наёмники набирались из разных племён: нубийцев (начиная с позднего Древнего царства), семитов из будущей Палестины (Среднее и Новое царства), шерданов, ливийцев, а также народ «наарн» («Na’arn») из Малой Азии в период Рамессидов, (Новое царство, XIX и XX династии, около 1292—1075 годы до н. э.); также в Поздний период в качестве наёмников в армию привлекались финикийцы, карийцы и греки.

### Колесничные войска

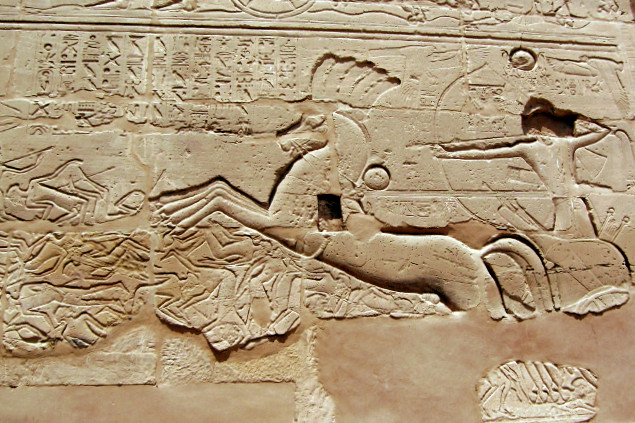
Рельеф на третьем пилоне Карнакского храма с изображением борьбы Сети I с шасу

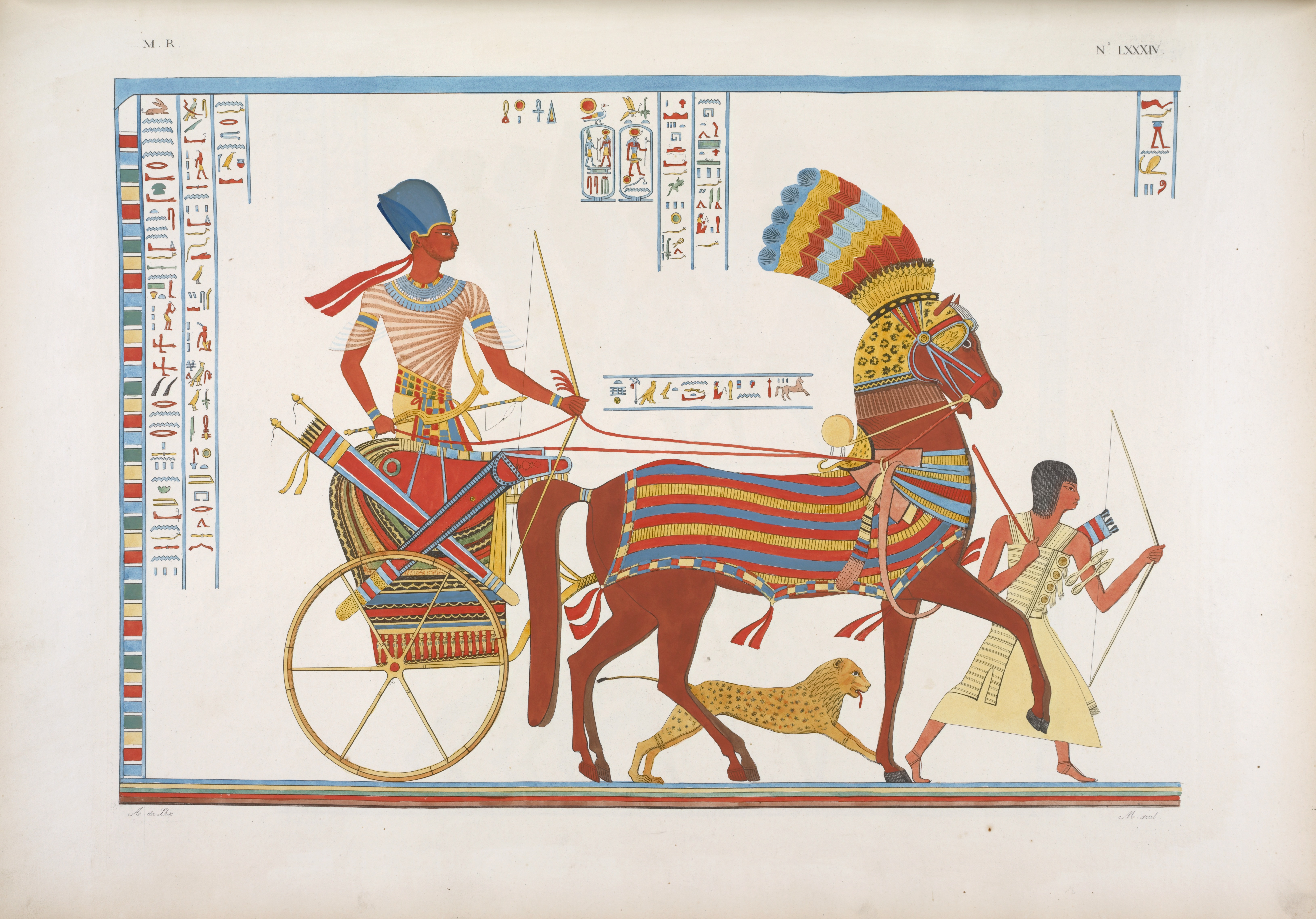
Восстановленная копия из Абу-Симбела. Изображение Рамсеса II в боевой колеснице. Фрагмент из книги 1832 года об итогах экспедиции Ипполито Розеллини

Боевые колесницы были заимствованы древними египтянами у их соседей — семитских народов будущей Палестины — в конце Второго переходного периода (около 1650—1550 годы до н. э.) или же в начале периода Нового царства (около 1550—1069 годы до н. э.) и быстро стали основой египетских вооружённых сил. Колесничие набирались из представителей египетского благородного сословия. Колесницы обычно использовались как средство передвижения по полю боя и мобильная платформа, с которой можно стрелять и метать копья в противника; в колесницу запрягалось две лошади, воинов на ней тоже было двое: возница, управлявший конями и защищавший себя и своего товарища щитом, а также стрелок с луком и метательными копьями. Колесничные войска действовали при поддержке пехоты. Ко времени битвы при Кадеше вооружение египетских колесниц было на пике своего развития. Колесницы к этому времени стали скоростными и манёвренными, что обеспечивалось лёгкостью их конструкции. При конной атаке полезной была способность боевых колесниц быстро поворачивать, разворачиваться и повторять атаку, прорывая, таким образом, строй противника и превращаясь в мобильную быстро движущуюся платформу, с которой на противника сыпались стрелы и метательные копья. Колесничные войска действовали при поддержке пехоты. В битве при Кадеше на один пехотный полк приходилось 25 колесниц. Лёгкие колесницы обычно не направляли в бой — многие из них были нужны для разведки и передачи сообщений командиров солдатам. В бою колесницы группировались по 10, 50 и 250, последним подразделением управлял «Командующий колесницами».
Колесницы были двухколёсными, поэтому сесть в них было невозможно, при движении приходилось стоять. Колесницы всегда были дороги и демонстрировали статус своих владельцев в том числе и на поле боя. В Египте они появились в XVI веке до н. э., заимствованы у гиксосов. Впоследствии колесницы активно использовались египтянами во многих сражениях: и как род «военного такси» для перемещения воинов по полю боя, и как передвижные огневые точки. Основным вооружением передвигающегося на колеснице воина был композитный лук со стрелами, также использовались копья и мечи. Лучник стоял в задней части колесницы, где его было практически невозможно поразить с земли. Колесницы использовались для перемещения лучников на хорошие огневые позиции, где те спешивались и стреляли уже с земли, а в случае опасности — вновь забирались на колесницу для быстрого отступления. Одна из основных функций колесниц заключалась в том, чтобы прорвать строй противника, давая пехоте возможность пойти в наступление в образовавшуюся брешь. Такие прорывы были опасны, так как запряженные в колесницу боевые кони, несмотря на свою предшествовавшую войне дрессировку всё равно боялись огромного количества вооружённых людей вокруг. Лошадь сама добровольно не пойдёт в большую толпу вражеской пехоты, как бы её ни пытались заставить сделать это. Тем более безнадёжной затеей попытка пробить колесницами строй противника становится тогда, когда используемые колесницы — лёгкие, как раз и характерные для того времени — позднего бронзового века. Тем более, в то время неоднократно появлялась возможность убедиться в одном существенном недостатке боевых колесниц: нормально пользоваться ими можно было только на плоской равнине, любой овраг или балка становились непреодолимым препятствием. Так, в IX и VIII веках до н. э. египтяне напрямую столкнулись с этой проблемой во время военных кампаний на территории будущих Палестины и Сирии, где неровный и изрезанный скалистый рельеф делал египетские боевые колесницы практически бесполезными. Насчёт роли боевых колесниц в военных успехах и последующих поражениях Египта существует несколько теорий, самая известная из них принадлежит Роберту Дрюсу (Robert Drews). Исследователь утверждает, что именно использование боевых колесниц положило конец позднему бронзовому веку, так как присутствовавшие и в это время в египетской армии наёмники изучили силы и слабости этой армии — чтобы использовать их потом против самих же египтян, чтобы поднять восстание.

### Военно-морской флот

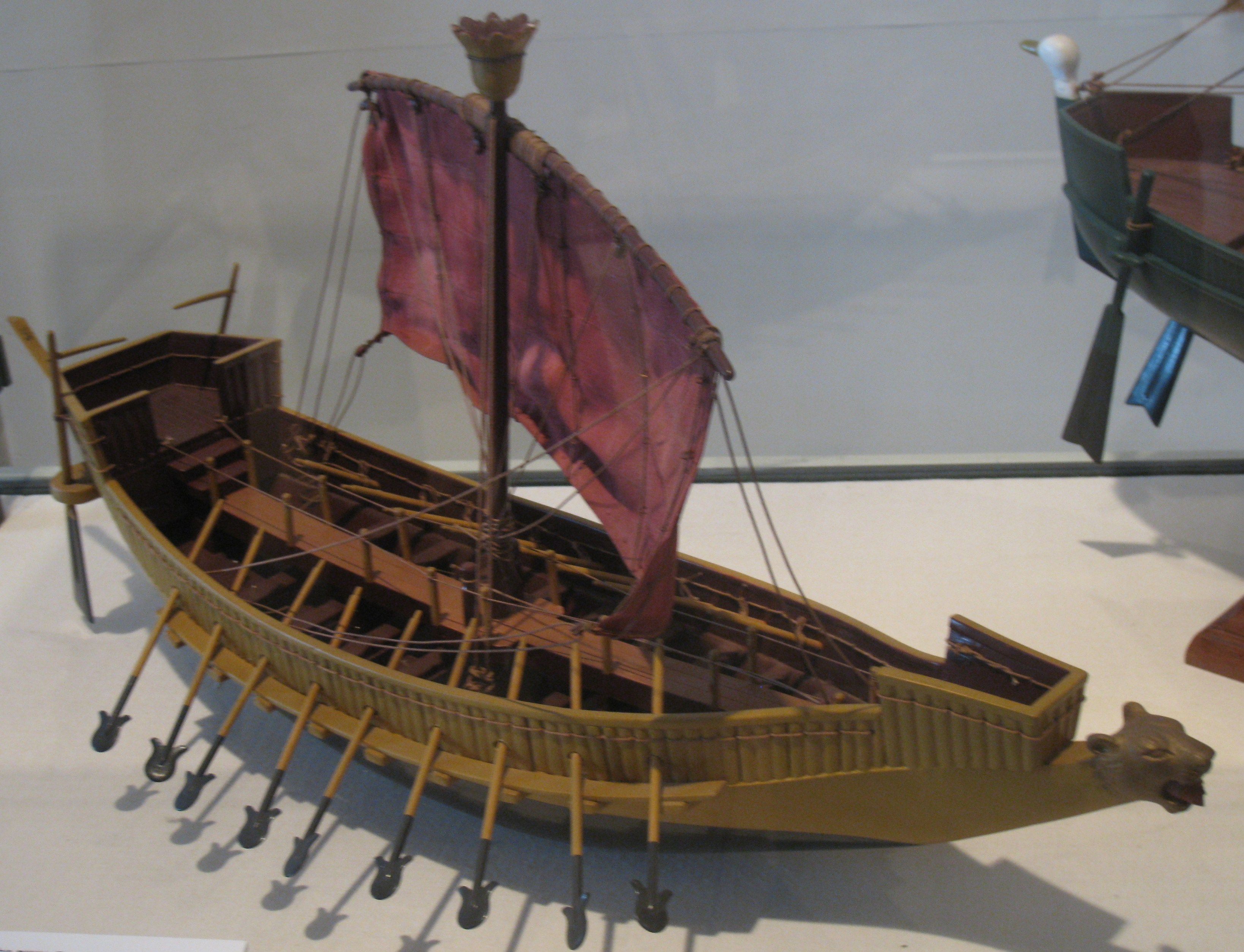
Модель древнеегипетского военного корабля эпохи Рамсеса III (приблизительно 1185—1153 года до н. э.)

Начиная с последних веков Древнего царства и до периода Нового царства египтяне активно использовали корабли как средство передвижения для солдат. К началу последующего переходного периода военно-морской флот Египта был уже достаточно развит, египтяне умели применять сложные манёвры с участием флота: так, фараон Камос эффективно использовал флот против гиксосов при сражении в гавани города Авариса (приблизительно 1555—1550 гг. до н. э.).
В Древнем Египте использовались два разных типа кораблей: папирусные и деревянные. Именно большие деревянные корабли применялись для военных целей и обеспечивали Египту репутацию мощной морской державы. Конструкция деревянных судов отличалась сложностью, хотя, например, внутреннего каркаса они не имели. Корабли двигались на вёслах, гребцами были рабы — для них на каждом корабле был предусмотрен специальный отсек, обычно под палубой. В качестве руля выступало кормовое весло, с которым управлялся один человек.

## Стрелковое и метательное оружие
Стрелковое и метательное оружие древние египтяне использовали для того, чтобы ослабить противника без ущерба для себя и облегчить пехоте её работу — то есть для своего рода «артподготовки» перед наступлением пехоты. Использовались пращи, аналогичные бумерангам метательные дубинки, метательные копья и дротики, но больше всего — композитные луки со стрелами.

### Метательные дубинки

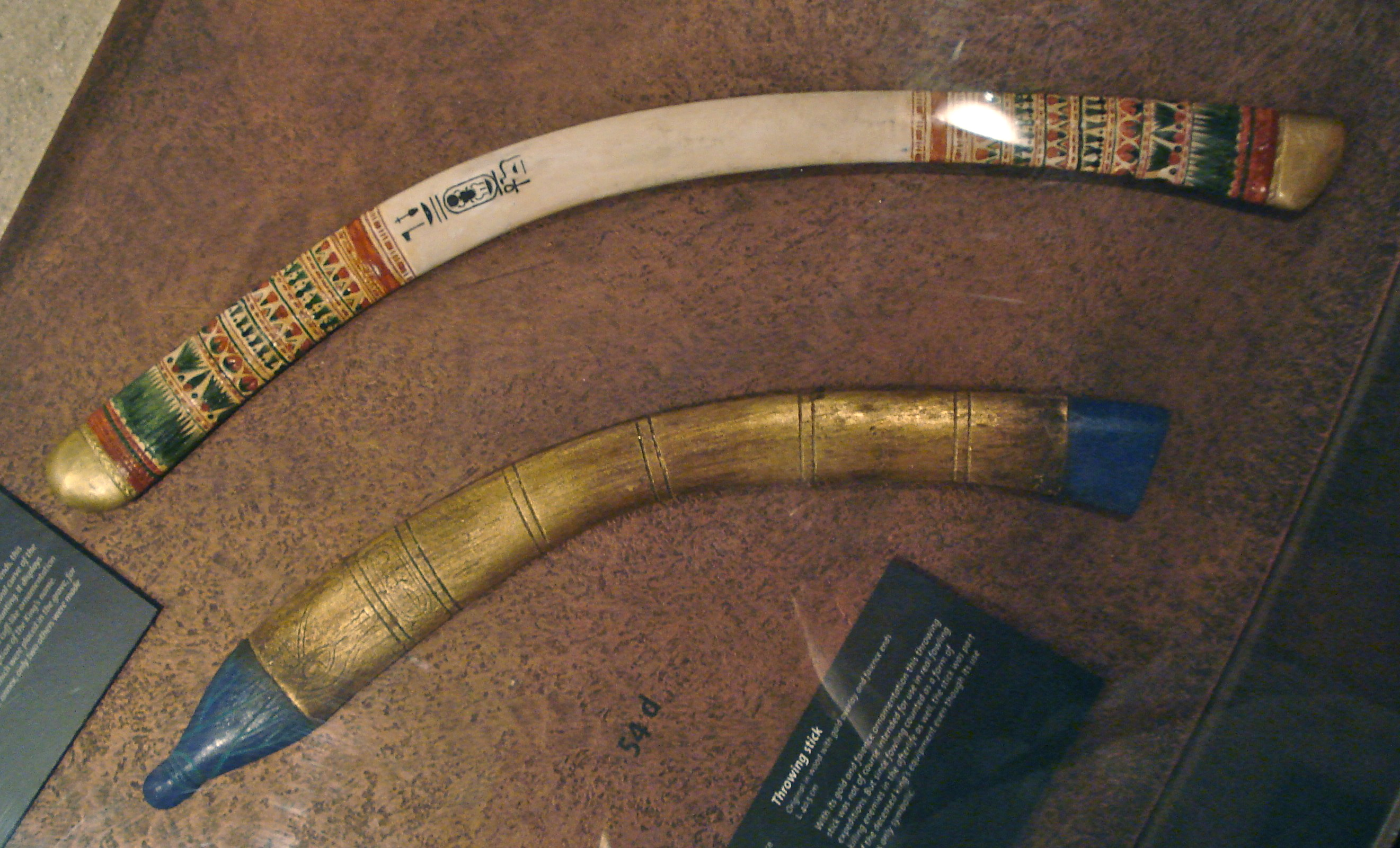
Бумеранги из гробницы Тутанхамона (KV62), XIV век до н.э.

Подобные бумерангу дубинки использовались египтянами ещё в додинастический период, однако эффективность этих дубинок как боевого оружия оставалась низкой. Впрочем, будучи простыми в изготовлении и использовании, метательные дубинки оставались на вооружении египетской пехоты до конца периода Нового царства. В основном же в течение всей египетской истории метательные дубинки использовались для охоты на птиц, а также в церемониальных целях.

### Копья

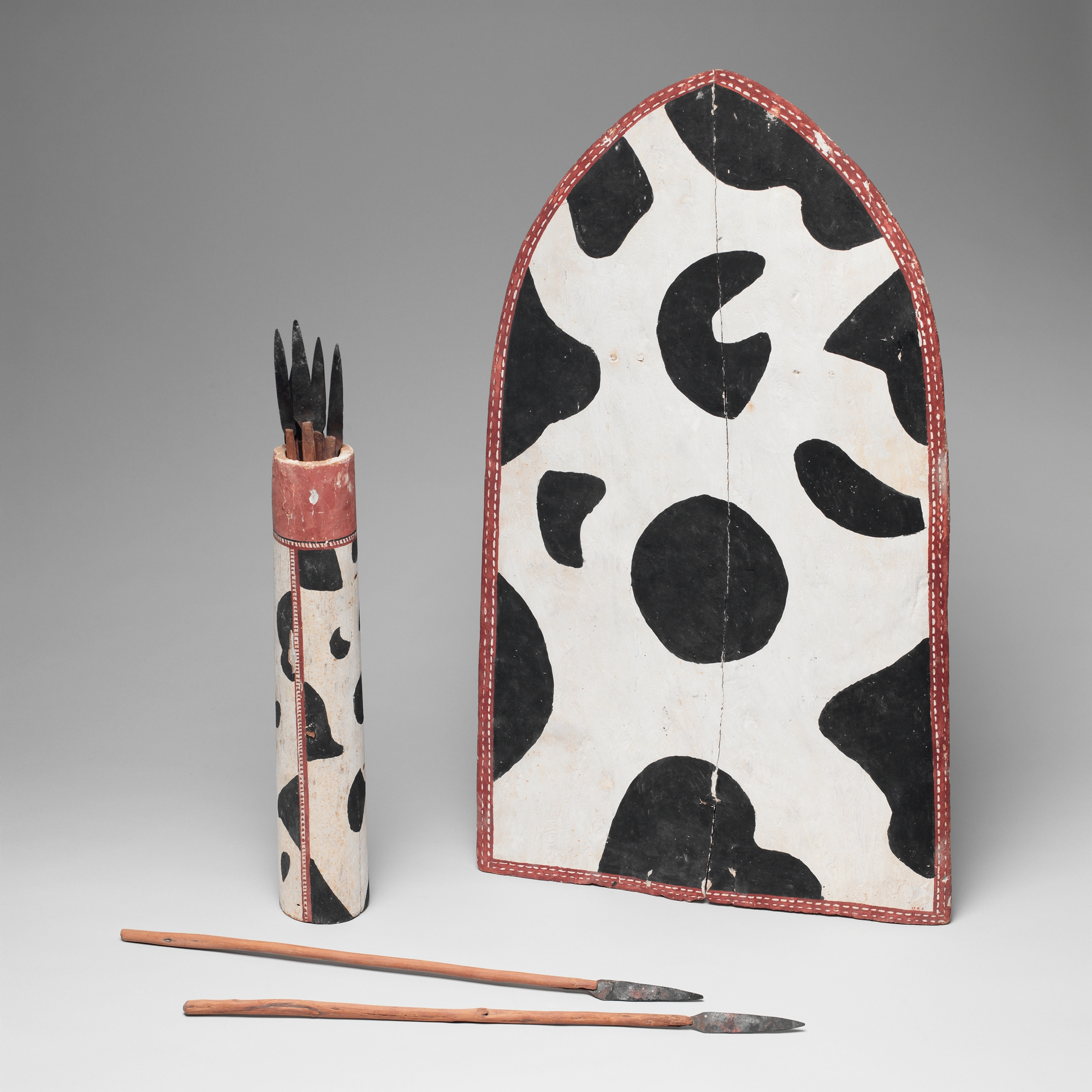
Модель щита и копий ок. 1981–1802 годов до н.э. (XII династия). Имитация коровьей шкуры.Метрополитен-музей

Копьё — универсальное оружие, оно может успешно применяться и в ближнем бою, и для поражения противника на расстоянии. В период Древнего и Среднего царств типичное египетское копьё представляло собой длинный деревянный шест, к одному из концов которого крепился заострённый медный или кремнёвый наконечник. Стандартное копьё предназначалось для метания или же для нанесения колющих ран в ближнем бою, однако встречались и аналогичные позднейшим алебардам копья, снабжённые рубящим лезвием и предназначенные для рубящих ударов в рукопашной схватке.
Египтяне пользовались копьями с древнейших времён — для охоты на крупных животных, в том числе львов. Впоследствии с развитием луков композитный лук со стрелами заменил метательное копьё в качестве оружия дальнего боя. По сравнению со стрелой копьё — благодаря своей большей массе — обладало лучшей пробивной способностью, но в регионе, где практически единственным средством защиты воина оставался щит, а доспехи практически не использовались, это преимущество копья не играло особой роли. Кроме того, стрелы были проще в производстве и могли быть произведены в огромных количествах, чего о копьях сказать нельзя.
Аналогов греческой фаланги у древних египтян не было, поэтому значимость копий как оружия именно войны была значительно ниже. В период Нового царства копьё часто использовалось как вспомогательное оружие в колесничных войсках — чтобы экипаж боевой колесницы не оставался безоружным после того, как расстреляет все стрелы. Также копья были полезны при преследовании убегающих вражеских солдат — удар с колесницы в спину убивал убегающего на месте. Текст из Карнака так рассказывает о победе Аменхотепа II (приблизительно 1428—1397 годы до н. э.) в Шемеш-Эдоме (Ханаан):

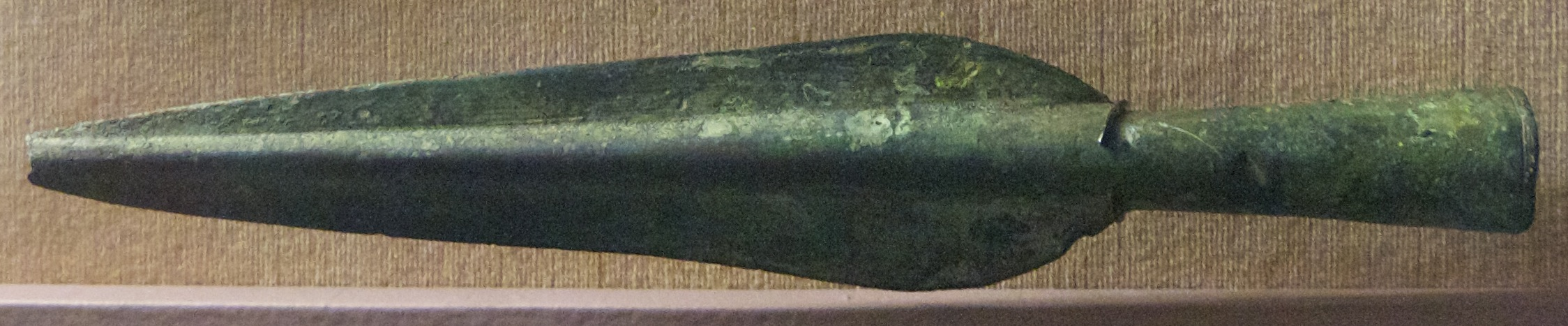
Бронзовый наконечник копья из Леонтополиса, 2-е тысячелетие до н. э., Музей национальной археологии (Франция)

«… Его Величество был вооружён своим оружием и сражался подобно Сету. От одного взгляда фараона враги убегали. Его Величество захватил все их богатства только при помощи своего копья…»
Копьё достаточно ценилось для того, чтобы оказаться на изображении Рамсеса III: этот фараон убивает своего врага-ливийца именно копьём, которое показано достаточно коротким (не превышает в длину человеческого роста) и, возможно, метательным.

### Лук и стрелы

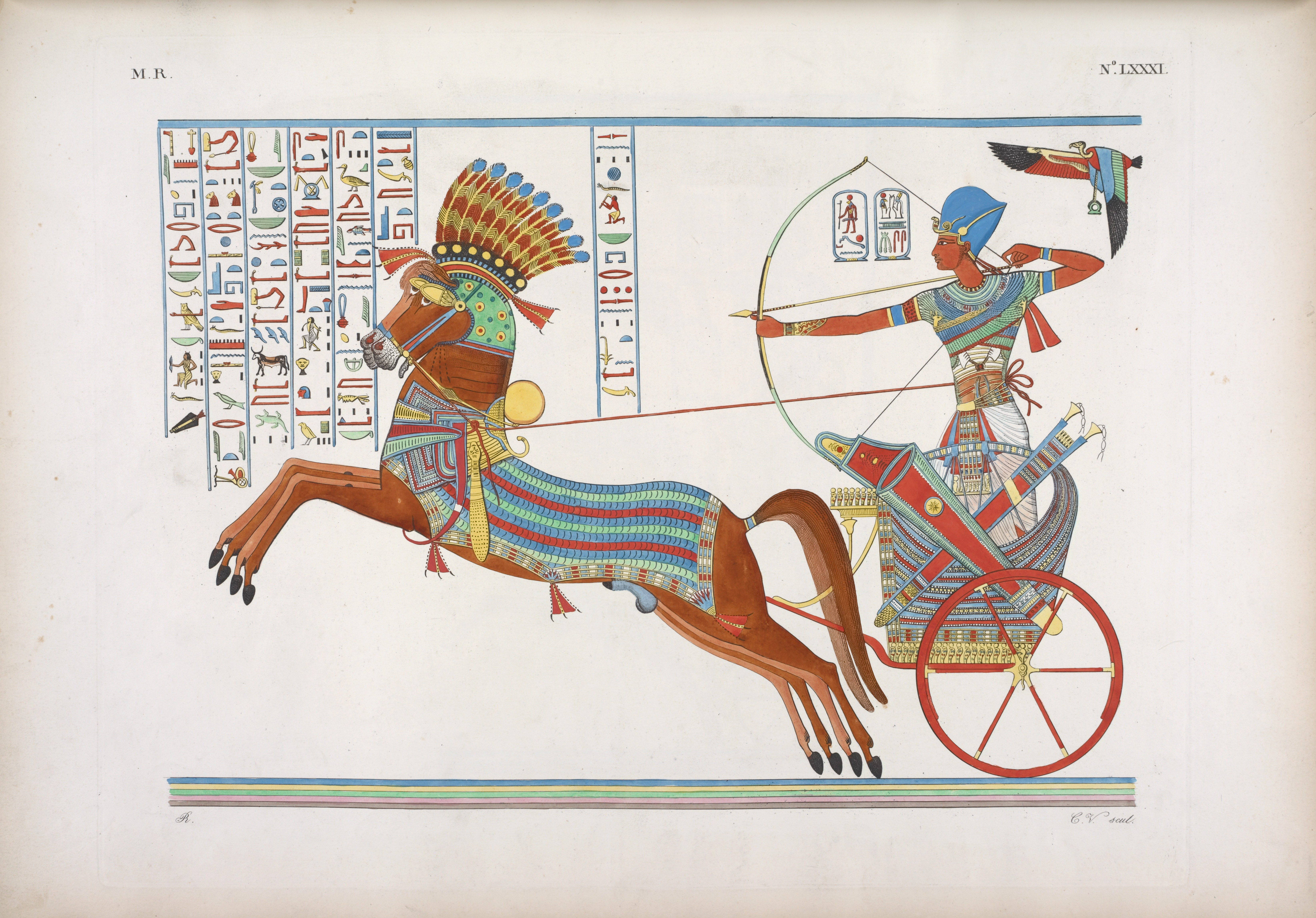
Восстановленная копия из Абу-Симбела. Изображение Рамсеса II с луком. Фрагмент из книги 1832 года об итогах экспедиции Ипполито Розеллини

Лук и стрелы были критически важны для древних египтян на протяжении всей их истории — начиная с Додинастического периода и вплоть до появления огнестрельного оружия в позднем Средневековье. Первые луки делались из двух рогов антилопы, соединявшихся гибким деревянным элементом.
К началу Династического периода появляются деревянные луки — простейшие: деревянная дуга (одна), тетива делалась из сухожилий животных или из растительных волокон. Непосредственно перед началом Династического периода дуга стала двойной, но в период Древнего царства дуга лука снова стала одинарной. Стрелы делались из стеблей тростника, снабжались тремя перьями на заднем конце; наконечники сначала делались из твёрдой древесины или кремня, позднее распространились бронзовые наконечники. Длина самого лука составляла от метра до двух, при большей длине добавлялась плотная оплётка для большей прочности. Натягивать лук с одинарной дугой было тяжело, луки с двойной дугой требовали меньших усилий.
В период Нового царства начинают использоваться композитные луки, заимствованные у пришедших из Азии семитов-гиксосов. Зачастую такие луки не производились в Египте, а — как и другое «продвинутое» оружие — импортировались с территории будущей Палестины. Однако и более старые модели луков с одинарной дугой также не выходили из употребления, продолжая использоваться, в том числе, во времена Тутмоса III (в XV веке до н. э.) и Аменхотепа II (правил приблизительно в 1428—1397 годах до н. э.). Использование такого лука требовало большой физической силы, отточенных навыков и многих лет практики. Опытный воин внимательно подходил к выбору лука:
Аменхотеп II … испытал 300 луков, каждый из которых было тяжело натянуть — чтобы отличить действительно хорошие луки, отличить не справляющихся со своей задачей ремесленников от мастеров своего дела. 
Потом нам сказали, что он выбрал лук без изъяна, который только он мог натянуть.
… он пришёл на северное стрельбище и увидел, что для него там подготовили четыре мишени — пластины из азиатской меди толщиной в человеческую ладонь. Расстояние между шестами составляло двадцать локтей (1 локоть  примерно равен 0,5 метра). Когда Его Величество въехал на стрельбище на своей колеснице, подобный богу Монту в своём могуществе, он взялся за свой лук и выхватил из колчана сразу четыре стрелы одной рукой. Подобный богу Монту, он стрелял со мчащейся колесницы. Его стрела поразила мишень, расколов её. Он натянул свой лук и выстрелил снова — и вновь сделанная из меди мишень была расколота, никому раньше не удавалось такого сделать — никому, кроме могучего фараона, которого сам бог Амон сделал победителем и завоевателем.
Египетские ремесленники никогда не ограничивали себя только одним типом дерева, зачастую использовали как отечественную, так и импортную древесину. Для изготовления стрел использовались прямые ветки и сучья, иногда (очень редко) — стволы молодых деревец, с которых удалялись шипы. Стрела делалась из стебля тростника, но на одном конце такого стебля была необходима деревянная вставка: именно к ней крепился наконечник. Длина обычной стрелы составляла от 801 до 851 мм. Изготавливалось четыре типа стрел: с каменными наконечниками (листовидными или в форме стамески), а также с наконечниками из твёрдых пород дерева (такие наконечники быстро тупились).

### Композитный лук
Композитный лук сочетал в себе лёгкость и небольшие габариты с находящейся вне конкуренции дальностью стрельбы. Тетиву можно было натянуть на длину руки стрелка. Само тело лука, даже без тетивы, уже создавало механическое напряжение, так что сила, с которой стрела посылалась в цель, была очень значительной. Простой лук из одного цельного куска дерева не мог конкурировать с композитным ни в дальности стрельбы, ни в кинетической энергии стрелы. Деревянная основа композитного лука поддерживалась роговыми вставками на «животе» (то есть на обращённой к стрелку стороне) — чтобы лук не ломался при натяжении. «Спина» (то есть смотрящая в сторону мишени сторона) лука укреплялась сухожилиями, все эти элементы склеивались друг с другом и покрывались берестой.
Композитный лук нуждается в более осторожном обращении и требует гораздо больших затрат материалов и усилий для своего изготовления, поэтому всегда значительно дороже простого лука из цельного куска дерева. Кроме того, из-за использования клея композитные луки боялись влаги и нуждались в покрытии. Когда композитный лук не использовался — с него нужно было снять тетиву, а перед использованием вновь натянуть, это операция требовала больших усилий и часто могла быть произведена только вдвоём. Всё вышеперечисленное привело к тому, что композитные луки использовались реже, чем можно было бы ожидать исходя из их высоких боевых качеств. Простые деревянные луки так и не вышли из употребления и продолжали применяться даже в период Нового царства. Будучи простыми в изготовлении и обслуживании и потому дешёвыми, они оставались оружием подавляющего большинства солдат пехоты, в то время как композитные луки, позволявшие легко пробить металлический чешуйчатый доспех, применялись в первую очередь колесничными войсками.
Наконечники стрел сначала делались из кремня, во втором тысячелетии до н. э. они были заменены бронзовыми наконечниками — остроконечными, хотя встречались и тупые (скорее всего, стрелы с тупыми наконечниками использовались не для войны, а для охоты на мелкую дичь).

### Пращники
Метание камней при помощи пращи требовало минимум оборудования, но довольно высокого навыка. При этом технические показатели были выше чем у лука известного египтянам. Однако пращники в египетской армии всегда оставались на вторых ролях, уступая первенство лучникам, и поэтому ограниченно демонстрируются в дошедших до нас письменных и изобразительных источниках. Древнейшие известные нам египетские изображения пращников датируются XX веком до н. э. Древние пращи делались из органических материалов, подверженных гниению, поэтому дошедшие до нас образцы являются редчайшими исключениями. Одно из основных преимуществ пращи — то, что для неё не нужно носить с собой стрелы или патроны(которых не было в Древнем Египте), камни для метания валяются буквально под ногами. Впоследствии — в Поздний период, когда египтяне научились массово и дёшево выплавлять свинец — снарядами для метания стали литые свинцовые шары: их стали предпочитать обычным камням, потому что при большей массе свинцовые снаряды обладали и большей кинетической энергией, а значит и убойной силой. Свинцовые шары часто маркировали. Что указывает на актуальность данного вида вооружения, не смотря на традиционное скептическое отношение. 